# Porchetta

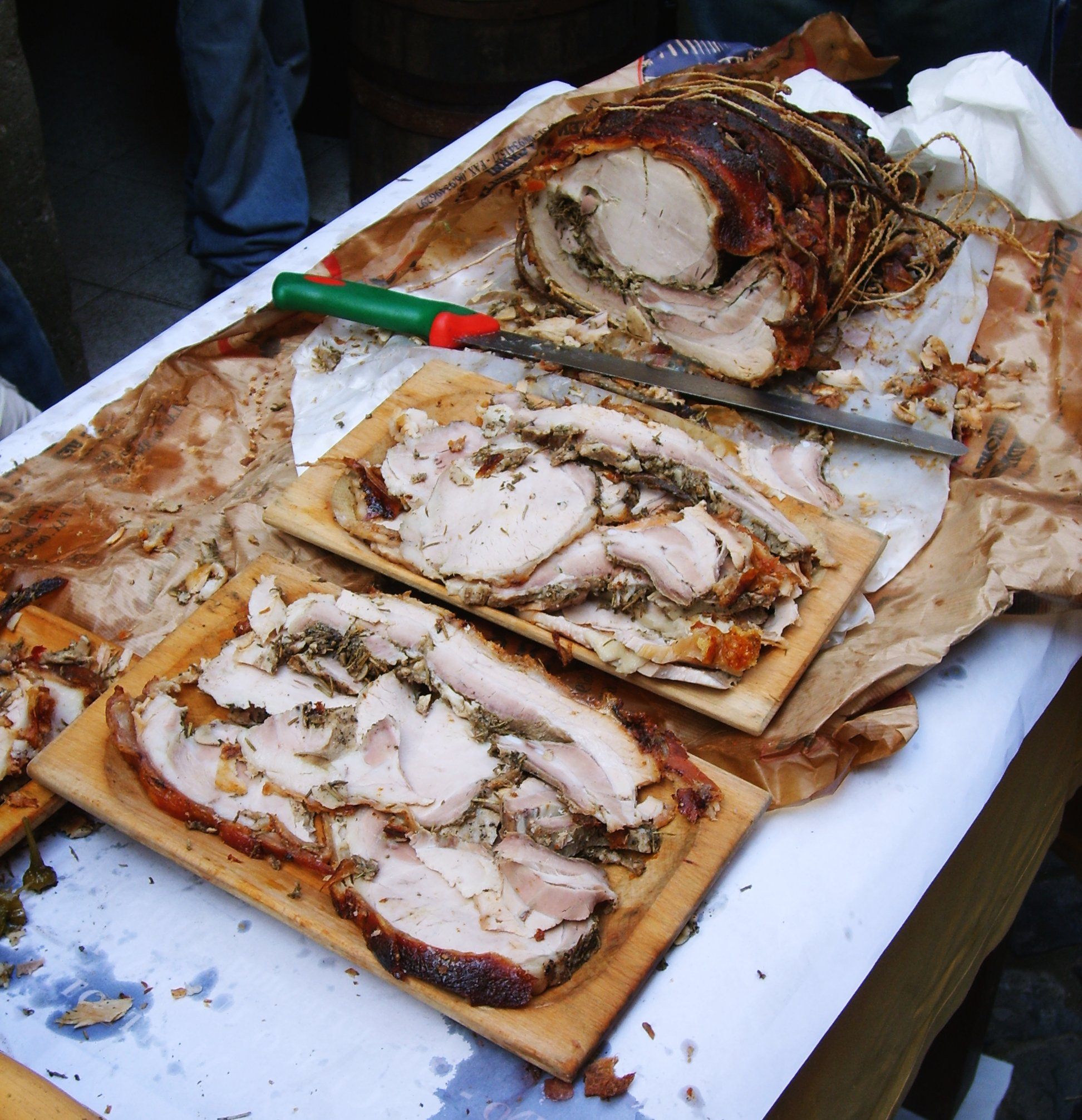
Porchetta italiana en Marino.

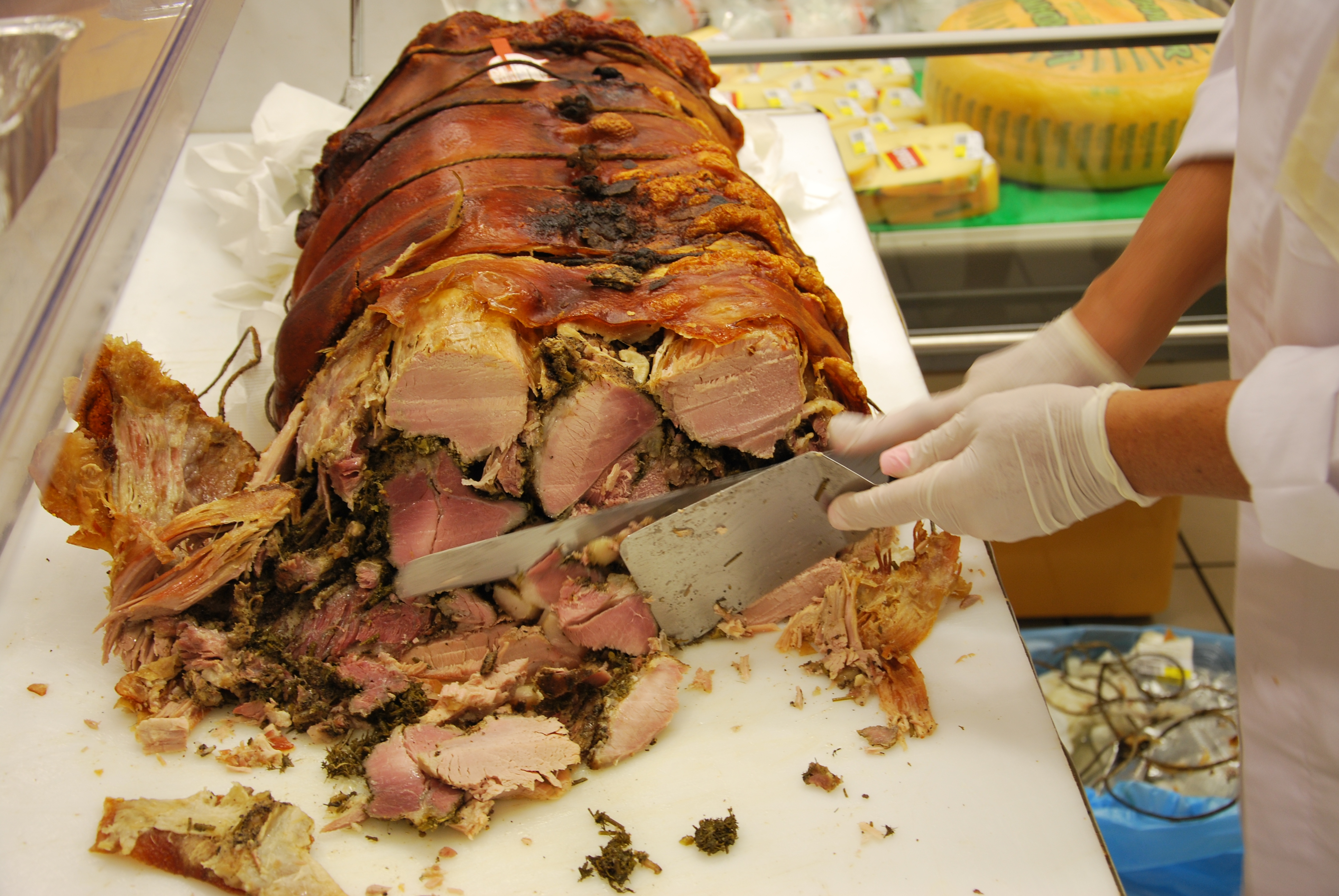
Porchetta en Macerata, Marcas.

La porchetta  es un plato típico del centro de Italia (y más precisamente de las regiones Umbria, Lacio, Toscana, Marcas y Abruzos; entre cuyas 
IGP más conocidas destaca la de Ariccia) y de la región francesa de Niza (donde se le conoce como porquette), que consiste en carne de cerdo (normalmente, un cerdo entero) desprovista de huesos y que ha sido asada al horno (tradicionalmente se hace en horno de leña, pero por las normas higiénicas de hoy en día, se ha empezado a utilizar hornos de acero, eléctricos o de gas). La carne se aromatiza con diversas hierbas como puede ser romero, ajo, hinojo y otras plantas silvestres. La relevancia de este plato en la cocina italiana ha hecho que el ministro de agricultura italiano lo haya denominado prodotto agroalimentare tradizionale.
Aunque se podría pensar de otro modo, la carne de cerdo así cocinada no es un alimento graso, ya que el proceso de cocción hace que las grasas se disuelvan por el calor.
Debe servirse fría, y aunque es libre de aditivos y conservantes, sigue siendo sabrosa y aromática durante al menos dos semanas si se mantiene en la manera correcta.

## Preparación
Se colocan semillas de hinojo y las hojuelas de chile en una sartén caliente y seca y se tuestan durante 30 segundos, hasta que estén fragantes. Se pelan dientes de ajo y se colocan en un mortero al cual se agregan hierbas (tomillo, romero), las especias tostadas, sal, pimienta y vino blanco y se muele hasta obtener una pasta rugosa.
Se coloca la panceta de cerdo con la piel hacia abajo y se coloca el lomo a lo ancho, el cual se recorta al tamaño adecuado para que quede bien enrollado. luego con una cuchilla se marca ligeramente la carne del vientre en un patrón diagonal de 2 cm y se masajea la pasta de relleno en el vientre y el lomo. Se vuelve a colocar el lomo sobre la barriga.
Luego se enrolla la carne y se ata con hilo de carnicero y se deja sin tapar en la nevera durante la noche.  Para cocerlo se precalienta el horno a 160 °C y se coloca la carne de cerdo en una rejilla colocada sobre una bandeja de horno. Se vierten unos 500ml de agua y se cocina en el horno durante 3 1/2 a 4 horas. Se repone el agua si esta se evapora.
En la tradición de la región de Niza, en Francia, el relleno se elabora con las vísceras del lechón (corazón, hígado, riñones y molleja), que se escaldan antes de ser cortadas en tiras. Estas partes de las vísceras se mezclan con lomo de cerdo, así como con tomillo, laurel, ajo y semillas de hinojo. Después de ser rellenado, el lechón se deja marinar durante una noche en vino blanco antes de ser asado. Durante la cocción, la piel del lechón se unta con una mezcla de agua y miel. En el interior de la región de Niza, la misma receta se realiza también con conejo.